# 营口自贸区至鲅鱼圈疏港铁路
营口自贸区至鲅鱼圈疏港铁路是中华人民共和国辽宁省营口市建设中的一条兼顾货运和客运的电气化铁路。

## 概况
该铁路为客货共线、双线电气化铁路，设计速度为160公里/小时，全线设置体育公园、北海、鲅鱼圈北3座客运站，兰旗1座货运站，预留交通枢纽、北海北、大房身3座车站。同时新建货运联络线及支线9.2公里，全长合计60公里。由中铁三局四公司负责建设，全长50.8公里。

## 营口轨道交通历史
- 营口盐场运盐铁路

营口城市轨道交通的历史要追溯到八十年前的1938年，日本人在营口开工修建轻便铁路，1939年秋季建成完工，专门运输营口盐场生产的食盐。新中国成立后，运盐火车道依然发挥着重要作用。后来，火车道增加为两条，一条用于营口盐场运盐和职工通勤，同时开放城市内客运通勤，另一条规划为营口物资局运输煤炭的专用铁道。改革开放后，随着城市的发展，运盐铁路沿线环境脏乱，与整洁的市容环境无法兼容。2000年，营口市拆除铁路，修建了全市第一条24米宽的南北干道—盼盼路
- 营口轻轨

1984年中华人民共和国国务院批准设立营口市鲅鱼圈区，1992年，在鲅鱼圈区设立了东北第二个国家级经开区—营口经济技术开发区。建区以来，鲅鱼圈区被定位为营口市南部中心城区，并成为东北地区经济及社会发展最快的地区，营口港主港区即位于该区。长期以来，相距60余千米的营口南北城区之间交往日渐频繁，而交通设施却迟迟跟不上进度。营口老城区到鲅鱼圈区长期仅有滨海公路，营盖公路，及沈大高速公路三条道路相沟通，滨海路上大货车、集装箱车混杂，交通事故频出，路面也坑坑洼洼。
2010年4月26日，营口市成立了营口轨道交通有限公司，并规划了一条老城区经北海新区到鲅鱼圈区，沿海岸线走行的轻轨。但好景不长，由于此后发生的种种形势变化，营口轻轨建设逐渐搁浅了。
- 营口自贸区至鲅鱼圈疏港铁路

2016年8月31日，中国党中央、国务院决定设立中国（辽宁）自由贸易试验区（营口片区），为了方便自贸区和营口港之间的沟通，营口市再次将轨道交通兴建提上日程。2019年，营口市委、市政府两次召开党政联席会议专项研究决定采取PPP模式组织修建营口自贸区至鲅鱼圈疏港铁路。
- 2019年9月取得自然资源部批复项目用地预审；
- 2019年12月取得省自然资源厅项目规划选址意见批复；
- 2019年12月31日取得省发改委项目可研批复；
- 2020年1月19日取得市财政局经过审查论证出的项目具物有所值评价报告和财政承受能力论证报告的审核意见；
- 2020年3月2日市政府常务会审查通过PPP项目实施方案，3月6日市政府下达批复；
- 2020年4月9日完成社会资本采购资格预审工作；
- 2020年4月29日完成PPP项目省财政厅入库审查、财政部入项目管理库审核及信息披露工作；
- 2020年5月27日完成PPP项目财政支出责任纳入市本级财政预算，市人大常委会审议批准工作；
- 2020年5月29日对通过资格预审的社会资本方发布投标邀请书；
- 2020年6月19日项目资本方采购招标开标，确定中标候选人，目前正在进行采购结果确认谈判工作；
- 2020年10月27日，营口自贸区至鲅鱼圈疏港铁路正式开工。

## 意义
疏港铁路项目为连接营口至鲅鱼圈，兼顾货运及客运的电气化铁路，货运功能符合国家运输结构调整要求及环保战略部署，能为沿线企业提供成本低廉、运输高效的货物运输服务；客运功能贯穿营口市各沿海区域，完善城市功能，营口市民关注多年的城市轻轨建设也以自贸区至鲅鱼圈疏港铁路项目的形式实现了转型升级。该项目既消弭营口两个城区的空间距离，也促进带状区域开发建设。

## 路线及车站

### 路线
营口自贸区至鲅鱼圈疏港铁路起自民兴河畔体育公园客运站，以桥梁形式沿博文路向南前行，跨越305国道庄西线（原庄林路）及边海铁路后，沿庄西线（原庄林路）东侧继续向南前行，于兰旗向西跨越庄西线（原庄林路）在忠旺厂区南侧设置兰旗货运站，向南出站后沿庄林路西侧前行，于西海接近哈大高铁客专铁路线后沿其西侧并行向南，并分别跨越大清河、229国道饶盖线（原盖陈线）后，于哈大高铁客专盖州西站西侧设置北海客运站，出站后继续沿既有哈大高铁客专铁路线并行南行，至既有沙鲅线范屯站引入，利用既有沙鲅线连接至鲅鱼圈北站。

### 车站列表
| 站名       | 里程 | 行政区   | 所在地               | 备注                         |
| ---------- | ---- | -------- | -------------------- | ---------------------------- |
| 体育公园站 |      | 西市区   | 民兴河桥西南侧       | 客运始发站                   |
| 交通枢纽站 |      | 西市区   | 博文路新建大街交叉口 | 预留                         |
| 二道线路所 |      | 西市区   | 沿海街道二道沟村     | 往边海线老边/咸水河方向      |
| 兰旗站     |      | 西市区   | 忠旺铝材南侧         | 货运站                       |
| 北海北站   |      | 盖州市   | 北海新区西河口渔业村 | 预留                         |
| 北海站     |      | 盖州市   | 哈大高铁盖州西站南侧 | 客运站，可与盖州西站接续换乘 |
| 大房身站   |      | 盖州市   | 沙岗镇大房身村       | 预留货运站                   |
| 范屯站     |      | 鲅鱼圈区 | 芦屯镇范屯村         | 货运站                       |
| 鲅鱼圈北站 |      | 鲅鱼圈区 | 昆仑大街北端         | 客运终点站                   |